# Napoleão Mendes de Almeida
Napoleão Mendes de Almeida (Itaí, 8 de janeiro de 1911 – São Paulo, 24 de abril de 1998) foi um gramático, filólogo e professor brasileiro de português e latim.

## Educação
Nascido em Itaí, interior de São Paulo, fez seus estudos primários nas Escolas Reunidas de sua terra natal; posteriormente estudou no Liceu Sagrado Coração de Jesus, na capital paulista; e, mais tarde, frequentou o Instituto Salesiano de Pedagogia e Filosofia de Lavrinhas e a Faculdade de Direito do Largo São Francisco.

## Biografia
Em 1938, Almeida fundou seus cursos de português e latim por correspondência. Publicou a coluna Questões Vernáculas em O Estado de S. Paulo de 1936 a 1944 e desde 1990. Sua Gramática Metódica da Língua Portuguesa chegou a mais de meio milhão de exemplares vendidos em pouco mais de quarenta edições e em 2009 a Editora Saraiva, com a colaboração do professor Paulo Hernandes, publicou sua 46.ª edição com as modificações introduzidas pelo Acordo Ortográfico de 1990. Seu Dicionário de Questões Vernáculas chegou às dezenas de milhares de cópias. Ambos ainda estão em catálogo e são notáveis pelas minúcias das questões, com exposição de posições contra e a favor.
Em entrevista à Revista Veja, em 1993, perguntado se não rejeitava o português falado pelos sertanejos, carregado de regionalismos, respondeu:
"Eu respeito. Não vou interromper uma conversa para dizer ao interlocutor que o certo é dizer nós vamos e não nós vai. A verdade é que em termos de vocabulário há regionalismos muito interessantes. Um dia eu estava em Belém e pedi uma informação na rua, sobre onde ficava tal escola. O sujeito me disse que era fácil, que era só tomar uma sopa, aquela sopa que estava logo ali junto ao muro. Eu me espantei. Não sabia, mas está lá no dicionário – sopa é a jardineira, o ônibus local." 
Purista em matéria de normas gramaticais e ortográficas, Napoleão foi um importante e influente gramático e filólogo da língua portuguesa no século XX.

## ColunaQuestões Vernáculas
De acordo com o Dicionário de Questões Vernáculas, aos 25 anos de idade, entrou na redação de O Estado de São Paulo com dois artigos no bolso. Aprovados pelo redator-principal do periódico, Léo Vaz, iniciou a escrever um artigo semanal, substituindo o falecido João Ribeiro. Ao ser indagado acerca do título de sua coluna, permitiu que Leo Vaz o escolhesse, e este a intitulou de Questões Vernáculas, pois havia em um periódico em Paris, "La Voix de Paris" (A Voz de Paris, em português), uma coluna linguística intitulada "Questions Vernaculaires" (Questões Vernáculas, em português). Seu labor era dedicado aos leitores, respondendo suas dúvidas acerca das normas e do uso da norma culta da Língua Portuguesa.

## Obras
- Gramática Metódica da Língua Portuguesa
- Gramática Latina
- Dicionário de Questões Vernáculas
- Curso de Português por Correspondência
- Curso de Latim por Correspondência
- Antologia Remissiva